# Єлхово (община Николаєво)
Єлхо́во (болг. Елхово) — село в Старозагорській області Болгарії. Входить до складу общини Николаєво.

## Населення
За даними перепису населення 2011 року у селі проживала 491 особа.
Національний склад населення села:
| Національність   | Кількість осіб | Відсоток |
| ---------------- | -------------- | -------- |
| болгари          | 319            | 66,0%    |
| турки            | 13             | 2,7%     |
| інша             | 0              | 0%       |
| не визначились   | 5              | 1,0%     |
| Всього відповіли | 483            |          |

Розподіл населення за віком у 2011 році:
Динаміка населення: